# Selmsdorf
Selmsdorf là một municipality in the Nordwestmecklenburg district, in Mecklenburg-Vorpommern, Đức located east of Lübeck.